# Mélecey
Mélecey är en kommun i departementet Haute-Saône i regionen Bourgogne-Franche-Comté i östra Frankrike. Kommunen ligger i kantonen Villersexel som tillhör arrondissementet Lure. År 2022 hade Mélecey 135 invånare.

## Befolkningsutveckling
Antalet invånare i kommunen Mélecey
| Referens: INSEE |